# Torneo de Zúrich 1992
El BMW European Indoors 1992 fue un torneo de tenis femenino disputado del 5 al 11 de octubre de 1992. Fue un evento de categoría Tier II que se jugó en canchas de moqueta en pistas cubiertas como preparativo para el campeonato de fin de año de la WTA. Fue la 9.ª edición del torneo y tuvo lugar en el Saalsporthalle en la ciudad suiza de Zúrich.

## Campeonas

### Individual femenino
Steffi Graf venció a  Martina Navratilova por 2–6, 7–5, 7–5

### Dobles femenino
Helena Suková /  Natasha Zvereva vencieron a  Martina Navratilova /  Pam Shriver por 7–6(7–5), 6–4